# Priorado de Mobberley
O Priorado de Mobberley foi um priorado em Cheshire, na Inglaterra.